# George Zebrowski
George Zebrowski (geboren als Jerzy Tadeus Zebrowski am 28. Dezember 1945 in Villach, Österreich; † 20. Dezember 2024) war ein amerikanischer Science-Fiction-Autor und -Herausgeber. Er lebte mit der Autorin Pamela Sargent zusammen.

## Leben
Zebrowski war der Sohn von Anthony Zebrowski und von Anna, geborene Popovicz. Seine Eltern stammten aus Polen und waren vor den Nazis geflüchtet. In Österreich geboren, kam Zebrowski über Italien, Frankreich und England 1951 in die Vereinigten Staaten, wo er in der South Bronx aufwuchs. Er studierte 1964 bis 1969 an der Binghamton University und arbeitete danach als Redakteur bei der Binghamton Evening Press und als Lektor. Von 1970 bis 1975 und von 1983 bis 1991 war er zusammen mit Pamela Sargent Herausgeber des Bulletin of the Science Fiction Writers of America. Dazwischen arbeitete er für den Verlag Crown Publishing in New York.
Zebrowski begann 1970 Science-Fiction-Erzählungen zu veröffentlichen, zunächst zwei Kurzgeschichten zusammen mit Jack Dann im Magazin If, dann The Water Sculptor of Station 233, die in der Anthologie Infinity One erschien. Bis 2017 verfasste Zebrowski rund 90 Kurzgeschichten. 1972 erschien Zebrowskis erster Roman The Omega Point (deutsch als Erbe des Untergangs). Der Titel bezieht sich auf den Omegapunkt, den End- und Zielpunkt der Evolution in der Philosophie Teilhard de Chardins. Zusammen mit Ashes and Stars (1977) und der längeren Erzählung Mirror of Minds (1983) wurde der Roman zur Trilogie erweitert, die in überarbeiteter Fassung 1983 als Sammelband erschien. In Omega Point sind die Menschen Sieger eines interstellaren Krieges. Die Überlebenden der fast ausgelöschten Gegner sinnen auf Rache und wollen sich dabei des Omegapunkts bedienen. Es stellt sich aber heraus, dass dieser kein Instrument der Rache ist, sondern ein Mittel, Rache durch Mitgefühl zu transzendieren.
Die beiden folgenden Romane Macrolife (1979) und Stranger Suns (1991) etablierten Zebrowski dann als Autor literarisch ambitionierter, auf kosmischer Skala operierender Space Opera, der öfters mit Stapledon verglichen wurde. So meint Robert Reginald (leicht ironisch), dass Zebrowski (wie Stapledon) seine Fiktionen mit einem breiten Pinsel male, ganze Galaxien mit einem Strich hinzufügend und wegwischend.
Neben diesen ambitionierteren Projekten verfasste Zebroski zusammen mit Pamela Sargent eine Reihe von Star-Trek-Tie-ins und gab mehrere Anthologien heraus, darunter die fünf Bände der Synergy-Reihe, von denen vier auch ins Deutsche übersetzt wurden.
1999 gewann Zebrowski den John W. Campbell Memorial Award für seinen Roman Brute Orbits. Seine Kurzgeschichten Heathen God, The Eichmann Variations und Wound the Wind wurden für den Nebula Award nominiert, The Idea Trap war für den Theodore Sturgeon Memorial Award vorgeschlagen. 2000 wurde er zusammen mit Pamela Sargent mit dem Service to SFWA Award für besondere Verdienste ausgezeichnet.
Ein Vorlass seiner Manuskripte befindet sich in der Paskow Science Fiction Collection der Temple University in Philadelphia.

## Bibliografie
Die Serien sind nach dem Erscheinungsjahr des ersten Teils geordnet.
Cliometricon (Kurzgeschichten)
- The Cliometricon (1975)
- The Number of the Sand (1991)
- Let Time Shape (1992)

Macrolife
- 1 Macrolife (1979)
  - Deutsch: Makroleben. Moewig Science Fiction #3549, 1981, ISBN 3-8118-3549-1.
- 2 Cave of Stars (1999)

Omega Point
- 1 Ashes and Stars (1977)
  - Deutsch: Asche und Sterne. Übersetzt von Thomas Schichtel. Bastei Lübbe Science Fiction #21144, 1981, ISBN 3-404-21144-8.
- 2 The Omega Point (1972)
  - Deutsch: Erbe des Untergangs. Bastei Lübbe Science Fiction Taschenbuch #21035, 1973, ISBN 3-404-00188-5.
- 3 Mirror of Minds (1983, Kurzgeschichte)
- The Omega Point Trilogy (1983, Sammelausgabe von 1–3)
  - Deutsch: Die Omega-Punkt-Trilogie. Übersetzt von Walter Brumm. Heyne Science Fiction & Fantasy #5298, 1995, ISBN 3-453-08558-2.

Bernal One
- 1 Sunspacer (1984)
- 2 The Stars Will Speak (1985)
- 3 Behind the Stars (1993, Kurzgeschichte)
- The Sunspacers Trilogy (1996, Sammelausgabe von 1–3)

Star Trek
Raumschiff Enterprise:
- Heart of the Sun (1997, mit Pamela Sargent)
- Across the Universe (1999, mit Pamela Sargent)
- Garth of Izar (2003, mit Pamela Sargent)

Raumschiff Enterprise – Das nächste Jahrhundert:
- 43 A Fury Scorned (1996, mit Pamela Sargent)
  - Deutsch: Verhöhnter Zorn. Übersetzt von Uwe Anton. Heyne, 2014, ISBN 978-3-641-11710-8.
- 50 Dyson Sphere (1999, mit Charles Pellegrino)

Romane
- The Star Web (1975)
- Stranger Suns (1991)
  - Deutsch: Fremdere Sonnen. Übersetzt von Walter Brumm. Heyne Science Fiction & Fantasy #5153, 1994, ISBN 3-453-07770-9.
- The Killing Star (1995, mit Charles Pellegrino)
- Brute Orbits (1998)
- Empties (2009)

Sammlungen
- The Monadic Universe (1977)
- Swift Thoughts (2002)
- In the Distance, and Ahead in Time (2002)
- Black Pockets and Other Dark Thoughts (2006)
- Decimated (2012, mit Jack Dann)

Anthologien (als Herausgeber)
- Tomorrow Today (1975)
- Human-Machines: An Anthology of Stories About Cyborgs (1975, mit Thomas N. Scortia)
- Faster Than Light (1976, mit Jack Dann)
  - Deutsch: Zwölfmal schneller als das Licht. Bastei Lübbe Science Fiction Special #24101, 1987, ISBN 3-404-24101-0.
- The Best of Thomas N. Scortia (1981)
- Creations: The Quest for Origins in Story and Science (1983, mit Isaac Asimov und Martin H. Greenberg)
- Skylife: Space Habitats in Story and Science (2000, mit Gregory Benford)
- Sentinels: In Honor of Arthur C. Clarke (2010, mit Gregory Benford)

Nebula Awards:
- Nebula Awards 20 (1985)
- Nebula Awards 21 (1986)
- Nebula Awards 22 (1988)

Synergy:
- Synergy: New Science Fiction #1 (1987)
  - Deutsch: Synergy 1. Übersetzt von Kurt Bacharz. Heyne Science Fiction & Fantasy #4815, 1991, ISBN 3-453-05004-5.
- Synergy: New Science Fiction #2 (1988)
  - Deutsch: Synergy 2. Übersetzt von Birgit Bess-Bohusch. Heyne Science Fiction & Fantasy #4861, 1992, ISBN 3-453-05383-4.
- Synergy: New Science Fiction #3 (1989)
  - Deutsch: Synergy 3. Übersetzt von Barbara Heidkamp. Heyne Science Fiction & Fantasy #4927, 1992, ISBN 3-453-05848-8.
- Synergy: New Science Fiction #4 (1989)
  - Deutsch: Synergy 4. Übersetzt von Yoma Cap. Heyne Science Fiction & Fantasy #5042, 1993, ISBN 3-453-06612-X.
- Synergy SF: New Science Fiction (2004)

Kurzgeschichten
- The Water Sculptor (1970, auch als The Water Sculptor of Station 233)
- Traps (1970, mit Jack Dann)
- Dark, Dark, the Dead Star (1970, mit Jack Dann)
- Heathen God (1971)
  - Deutsch: Der Gott der Heiden. Übersetzt von Leni Sobez. In: Lloyd Biggle, jr. (Hrsg.): Gute Nachrichten aus dem Vatikan und andere »Nebula«-Preis-Stories 1. Moewig (Playboy Science Fiction #6721), 1981, ISBN 3-8118-6721-0. Auch als: Der heidnische Gott. Übersetzt von Andreas Brandhorst. In: Josh Pachter (Hrsg.): Top Science Fiction: Zweiter Teil. Heyne Science Fiction & Fantasy #4517, 1988, ISBN 3-453-02774-4.
- Listen, Love (1971, mit Jack Dann)
  - Deutsch: Horch, mein Schätzchen ruft. In: Isaac Asimov, Martin Harry Greenberg, Joseph D. Olander (Hrsg.): Feuerwerk der SF. Goldmann (Edition '84: Die positiven Utopien #8), 1984, ISBN 3-442-08408-3.
- First Love, First Fear (1972)
- The History Machine (1972)
- The Monadic Universe (1972, mit Gerald Hull)
- Fountain of Force (1972, mit Grant Carrington)
  - Deutsch: Quelle der Kraft. In: Jerry Pournelle (Hrsg.): Black Holes. Bastei Lübbe Science Fiction Special #24012, 1980, ISBN 3-404-24012-X.
- Od (1973, mit Jack Dann)
- Parks of Rest and Culture (1973)
- Stance of Splendour (1973)
- Starcrossed (1973)
- Interpose (1973)
- Assassins of Air (1973)
- Rope of Glass (1973)
- Adrift in Space (1974)
- Darkness of Day (The Night of the Storm #3, 1974, mit Pamela Sargent)
- Journey to Another Star (1974)
- The Flower That Missed the Morning (1974, mit Jack Dann)
- Thirty-Three and One-Third (1974, mit Jack Dann)
  - Deutsch: 33 1/3. In: Wolfgang Jeschke (Hrsg.): An der Grenze. Heyne Science Fiction & Fantasy #4610, 1989, ISBN 3-453-03475-9.
- Faces Forward (1975, mit Jack Dann)
- Weapons (1975, mit Pamela Sargent)
- Yellowhead (1976, mit Jack Dann)
- Wayside World (1977)
- Transfigured Night (1978)
- The Word Sweep (1979)
- Fire of Spring (1981)
- The Falling (1983, mit Pamela Sargent)
- The Sea of Evening (1983)
- The City of Thought and Steel (1984)
- The Eichmann Variations (1984)
- Gödel’s Doom (1985)
- The Idea Trap (1986)
- Stooges (1986)
- Bridge of Silence (1986)
- This Life and Later Ones (1987)
- Behind the Night (1987)
- General Jaruzelski at the Zoo (1987)
- Jumper (1988)
- Foundation’s Conscience (1989)
- Lesser Beasts (1989)
- Lords of Information (1990)
- Lenin in Odessa (1990)
- Oh, Miranda! (1991, mit Charles Pellegrino)
  - Deutsch: O Miranda!. In: Ronald M. Hahn (Hrsg.): Johnnys Inferno. Heyne Science Fiction & Fantasy #5049, 1993, ISBN 3-453-06620-0.
- Sacred Fire (1991)
- I Walked with Fidel (1992)
- In the Distance, and Ahead in Time (1993)
- Afternoon Ghost (1994, mit Jack Dann)
- Passing Nights (1994)
- Between the Winds (1995)
- Swift Thoughts (1995)
- The Wish in the Fear (1995)
- Hell Just Over the Hill (1996)
- The Soft Terrible Music (1996)
- Shrinkers & Movers (1999)
- Cave of Stars (excerpt) (1999)
- A Dream of Time (2000)
- The Last Science-Fiction Story of the 20th Century (2000)
- The Holdouts (2000)
- Augie (2001)
  - Deutsch: Die Tode künstlicher Intelligenzen. In: Wolfgang Jeschke (Hrsg.): Auf der Straße nach Oodnadatta. Heyne Science Fiction & Fantasy #6380, 2001.
- Catch the Sleep Ship: The First Science-Fiction Story of the Century (2001)
- Wound the Wind (2001)
- Takes You Back (2003)
- The Coming of Christ the Joker (2003)
- My First World (2004)
- Nappy (2004)
- A Piano Full of Dead Spiders (2005)
- To the Universe Station (2006)
- Black Pockets (2006)
- Earth Around His Bones (2006)
- The Alternate (2006)
- Settlements (2007)
- Jesus Runs (2008)
- Odyssey’s End (2010)
- Once We Were Dragons (2011)
- The Cambrian (2011)
- The Standard Crisis Scenario (2012, mit Jack Dann)
- Solidarity (2012)
- The Genoa Passage (2013)
- Sticky (2013)
- Lookback (2014)
- Fermi’s Doubts (2014)
- The Sullen Engines (2014)
- Passersby (2015)
- Jiffy (2015, mit Charles Pellegrino)
- Woundings (2016)
- Proton (2017, mit Charles Pellegrino)

Sachliteratur
- Beneath the Red Star: Studies on International Science Fiction (1996)
- Talks with the Masters (2018)

Autobiografie
- Perfecting Visions, Slaying Cynics: The Life and Times of George Zebrowski (1989, mit Jeffrey M. Elliot)